# 中华刺鳅
中华刺鳅（学名：Sinobdella sinensis），又名中華棘鰍，是刺鳅科鱼类，是刺鳅属中唯一的物种，分布於中国和越南的亚热带地区。其种加词“sinensis”意为“中华的”。

## 分类
这一属的分类学地位一直是有争议的，目前其被放在棘鰍科中，作为这一科里其他类群的姐妹群。这一物种曾被分类到鳗鳅科中，但证据表明中华刺鳅与其关系不大。